# Dieter Koschina
Dieter Koschina (* 6. Mai 1962 in Dornbirn, Vorarlberg) ist ein österreichischer Koch.
Koschina absolvierte seine Ausbildung als Koch auch bei  Eckart Witzigmann und Heinz Winkler.
Im Jahr 1995 wurde sein Restaurant Vila Joya in Portugal, das er seit 1990 führt, mit einem Michelin-Stern ausgezeichnet, seit 1999 mit zwei Sternen.

## Beruflicher Werdegang
- 1978 bis 1981, Ausbildung im Sägercenter, Dornbirn
- 1981 bis 1982, Suvretta House, St. Moritz, Schweiz
- 1982 bis 1983, Hotel Panoramique, Vitus Sous Olon, Schweiz
- 1983 bis 1986, Hotel Imperial und Hotel Bristol, Wien
- 1986 bis 1987, Tantris, Heinz Winkler, München
- 1987 bis 1988, Tristan, Gerhard Schwaiger, Mallorca
- 1988 bis 1989, Hilton Vienna Plaza, Wien
- seit 1990, Vila Joya, Albufeira, Portugal
- seit 1999 zwei Michelinsterne für das Restaurant Vila Joya

## Auszeichnungen
- Golden Cloche[4]
- Seit 1999: Zwei Michelinsterne für das Restaurant Vila Joya in Albufeira, Portugal[5][6]